# Liberty (Mississippi)
Liberty is een plaats (town) in de Amerikaanse staat Mississippi, en valt bestuurlijk gezien onder Amite County.

## Demografie
Bij de volkstelling in 2000 werd het aantal inwoners vastgesteld op 633.
In 2006 is het aantal inwoners door het United States Census Bureau geschat op 683, een stijging van 50 (7,9%).

## Geografie
Volgens het United States Census Bureau beslaat de plaats een oppervlakte van
5,3 km², geheel bestaande uit land. Liberty ligt op ongeveer 103 m boven zeeniveau.

## Plaatsen in de nabije omgeving
De onderstaande figuur toont nabijgelegen plaatsen in een straal van 36 km rond Liberty.